# 알파벳 킬러
《알파벳 킬러》(영어: The Alphabet Killer)는 미국에서 제작된 롭 슈밋 감독의 2008년 공포 스릴러 영화이다. 마틴 도너번, 일라이자 두슈쿠, 케리 엘위스 등이 출연하였다.

## 출연
- 마틴 도너번
- 일라이자 두슈쿠
- 케리 엘위스
- 티머시 허턴
- 마이클 아이언사이드
- 멀리사 리오
- 칼 럼블리
- 톰 멀로이
- 빌 모즐리
- 톰 누넌